# Hulodes ischnethes
Hulodes ischnethes är en fjärilsart som beskrevs av Louis Beethoven Prout 1932. Hulodes ischnethes ingår i släktet Hulodes och familjen nattflyn. Inga underarter finns listade i Catalogue of Life.